# Handley Page Hampden
Die Handley Page H.P.52 Hampden war ein zweimotoriger Bomber der britischen Handley Page Aircraft Company. Von 1936 bis 1941 wurden von Handley Page und ihren Lizenznehmern 1430 Maschinen gebaut, die vorwiegend während der ersten Jahre des Zweiten Weltkrieges zum Einsatz kamen. Die mit Napier-Dagger-Motoren ausgerüsteten Maschinen wurden als Handley Page Hereford bezeichnet.

## Entwicklung und Einsatz
Nach der Armstrong Whitworth Whitley und der Vickers Wellington wurde die Hampden bei der Royal Air Force als letzter von drei zweimotorigen mittleren Bombern Ende 1938 in Dienst gestellt. Gustav Lachmann war leitender Ingenieur für die Entwicklung dieses Flugzeuges. Am 3. September 1939, dem Kriegseintritt Großbritanniens, dienten insgesamt 226 Hampden bei zehn Staffeln.
Der erste von zwei Prototypen (K4240), die gemäß der gleichen Spezifikation (B.9/32) wie die Wellington gebaut worden waren, flog am 21. Juni 1936. Zwei Monate darauf folgte eine erste Bestellung gemäß Spezifikation 30/36 für 180 Hampden Mk I. Diese wurden ab September 1938 ausgeliefert. Squadron 49 erhielt die ersten Maschinen.
Bei den Serienflugzeugen wurde die rechteckige Rumpfnase durch eine aus Perspex geformte Kuppel ersetzt, die hinteren Waffenstände modifiziert und die Motoren vom Typ Bristol Pegasus P.E. 5S(a) durch Pegasus XVIII ersetzt. Trotz dieser Änderungen war der Einsatz enttäuschend – die beengten Platzverhältnisse in dem schlanken Rumpf trugen zur raschen Ermüdung der vierköpfigen Besatzung bei und das Schussfeld der Abwehrbewaffnung war zu klein. Spätere Versuche, die Bewaffnung durch den Einbau von Zwillingswaffen zu verbessern, brachten nur bescheidene Erfolge. Die Hampden wurde aber dennoch bis September 1942 beim Bomber Command eingesetzt, hauptsächlich als Nachtbomber und Minenleger. Das Küsten-Kommando verwendete den Typ noch ein Jahr länger als Torpedo-Bomber und Aufklärungsflugzeug.
Hampdens nahmen am ersten Bombenangriff auf Berlin im Juni 1940 und an der „Operation Millennium“ teil, dem 1000-Bomber-Angriff auf Köln Ende Mai 1942. Im Mai 1941 waren Hampdens mit der No. 44 Squ. auch am Angriff auf die Scharnhorst und Gneisenau in Brest beteiligt. Der letzte Einsatz im Bomber Command erfolgte in der Nacht des 14./15. September 1942 mit durch die No. 408 Squ. gegen Wilhelmshaven.
32 Hampden TB. Mk. I wurden im Rahmen des Leih- und Pachtgesetzes (Lend-Lease Act) im Sommer 1942 in die Sowjetunion überflogen, von denen 23 ihren Zielort Vaenga erreichten. Anschließend wurden sie im 24. MTAP (Minen- und Torpedofliegerregiment) gegen feindliche Schiffe eingesetzt. Hampdens flogen außerdem in den Luftstreitkräften Australiens, Neuseelands und Schwedens.
In Großbritannien wurden 1270 Hampden hergestellt, 500 von Handley Page und 770 von English Electric. 1940–41 baute Canadian Associated Aircraft Ltd. weitere 160 Stück. Zwei Hampden wurden als Prototypen für die Version Mk II mit 1000 PS starken Wright R-1820-Cyclone-Motoren aus US-amerikanischer Produktion ausgerüstet. Das Modell ging jedoch nicht in Serie.
Gleichzeitig mit der ersten Bestellung der RAF war ein Liefervertrag über 100 Flugzeuge einer mit 1000 PS leistenden Napier Dagger ausgerüsteten Variante abgeschlossen worden. Die Bestellung für diesen Hereford genannten Typ wurde später auf 150 erhöht. Short and Harland Ltd. in Belfast bauten das Muster. Wegen Schwierigkeiten mit dem Dagger-Triebwerk wurden viele Maschinen später mit Bristol-Pegasus-Motoren zu Hampden umgebaut. Die restlichen Hereford wurden ausschließlich bei Ausbildungseinheiten verwendet.

## Produktionszahlen
Die Hampden wurde in Großbritannien bei English Electric und bei Handley Page, die Hereford bei Short Harland gebaut.
| Version          | Hampden Mk I | Hereford | Summe |
| ---------------- | ------------ | -------- | ----- |
| Handley Page     | 500          |          | 500   |
| English Electric | 770          |          | 770   |
| Short Harland    |              | 150      | 150   |
| Summe            | 1.270        | 150      | 1.420 |

| Jahr  | Hampden | Hereford | Anzahl |
| ----- | ------- | -------- | ------ |
| 1938  | 37      |          | 37     |
| 1939  | 306     | 27       | 333    |
| 1940  | 417     | 123      | 540    |
| 1941  | 453     |          | 453    |
| 1942  | 57      |          | 57     |
| Summe | 1.270   | 150      | 1.420  |

## Konstruktion
Die H.P.52 war ein freitragender Mitteldecker in Ganzmetallbauweise. Der Rumpf war ungewöhnlich schmal gehalten (0,90 m breit) und im Bugbereich zweistöckig. Das Leitwerk, mit zwei am Höhenleitwerk angebrachten Seitenleitwerks-Endscheiben, befand sich im Anschluss an einem nach hinten auslaufenden schmalen Rumpfträger. Der Bombenschacht befand sich im vorderen Rumpfbereich.
Die Tragflächen wiesen einen trapezförmigen Grundriss auf und waren mit Vorflügeln und Wölbklappen als Auftriebshilfen ausgestattet. Die beiden vorderen Räder des Spornradfahrwerks fuhren rückwärts in die Motorgondeln ein.

## Militärische Nutzung

### Hampden
Australien
- Royal Australian Air Force

 Kanada
- Royal Canadian Air Force

 Neuseeland
- Royal New Zealand Air Force

 Sowjetunion
- Sowjetische Seefliegerkräfte

 Schweden
- Svenska Flygvapnet: 1 HP.52 wurde zur Evaluierung unter der Bezeichnung P.5 angeschafft

 Vereinigtes Königreich
- Royal Air Force

### Hereford
Vereinigtes Königreich
- Royal Air Force

## Technische Daten (Hampden T.B.Mk.I)

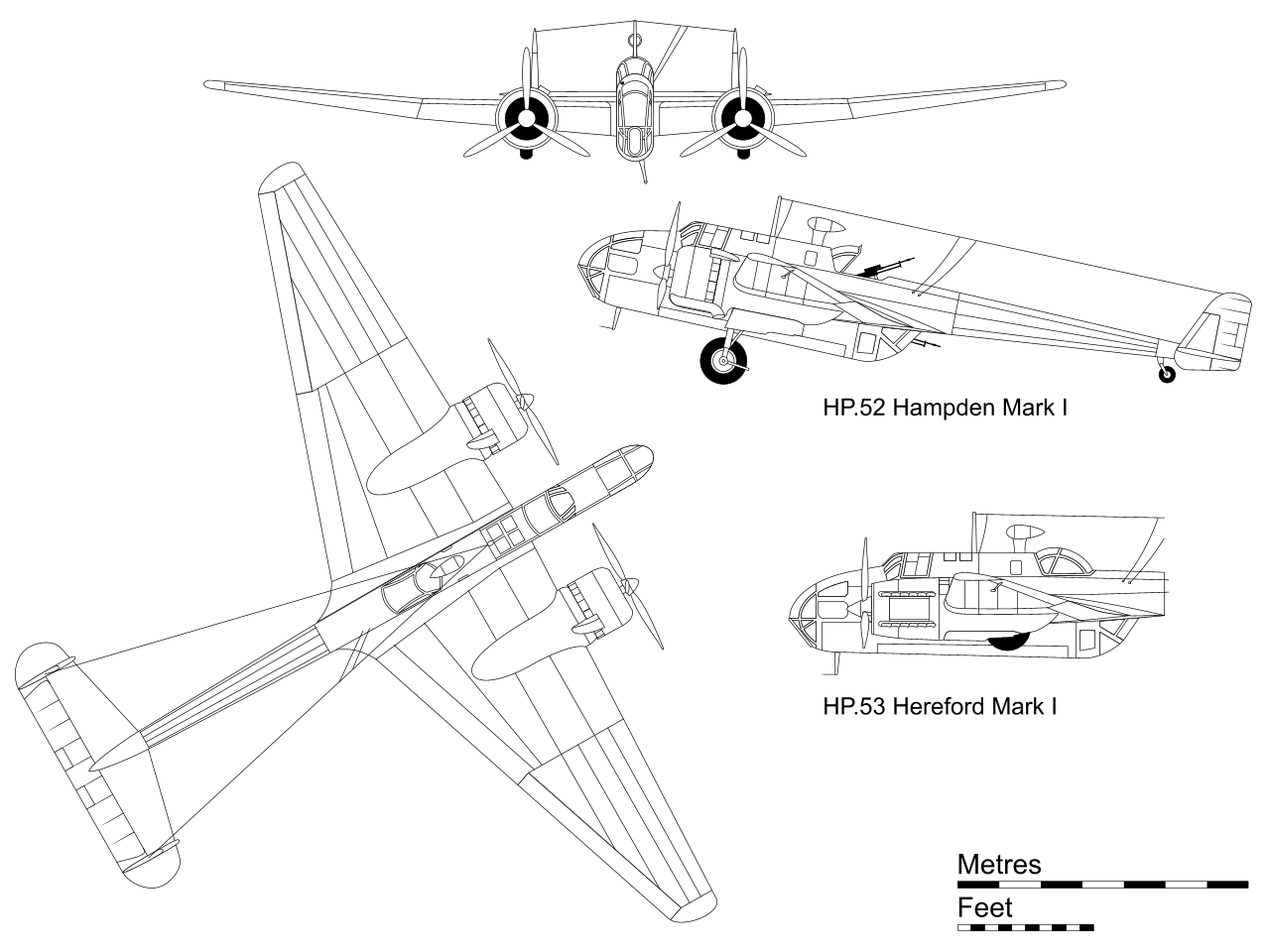
Dreiseitenriss der Hampden

| Kenngröße             | Daten |
| --------------------- | --- |
| Besatzung             | 4 |
| Länge                 | 16,33 m |
| Spannweite            | 21,08 m |
| Höhe                  | 4,49 m |
| Flügelfläche          | 63,9 m² |
| Flügelstreckung       | 7,0 |
| Leermasse             | 5345 kg |
| max. Startmasse       | 9526 kg |
| Reisegeschwindigkeit  | 269 km/h |
| Höchstgeschwindigkeit | 426 km/h in 4720 m Höhe |
| Steiggeschwindigkeit  | 5 m/s in Bodennähe |
| Dienstgipfelhöhe      | 5790 m |
| Reichweite            | 2768 km |
| Triebwerke            | 2 × luftgekühlte Sternmotoren Bristol Pegasus XVIII mit je 966 PS / 710 kW Startleistung |
| Bewaffnung            | 1 × starres 7,7-mm-Browning-MG im Bug 1 × bewegliches 7,7-mm-Vickers-K-MG im Bug 1 × bewegliches 7,7-mm-Vickers-Zwillings-MG im oberen MG-Stand 1 × bewegliches 7,7-mm-Vickers-Zwillings-MG im MG-Stand unter dem Rumpf Bombenzuladung: max. zwei 907-kg- oder vier 227-kg-Bomben intern und zwei 227-kg-Bomben extern |